# Staropramen

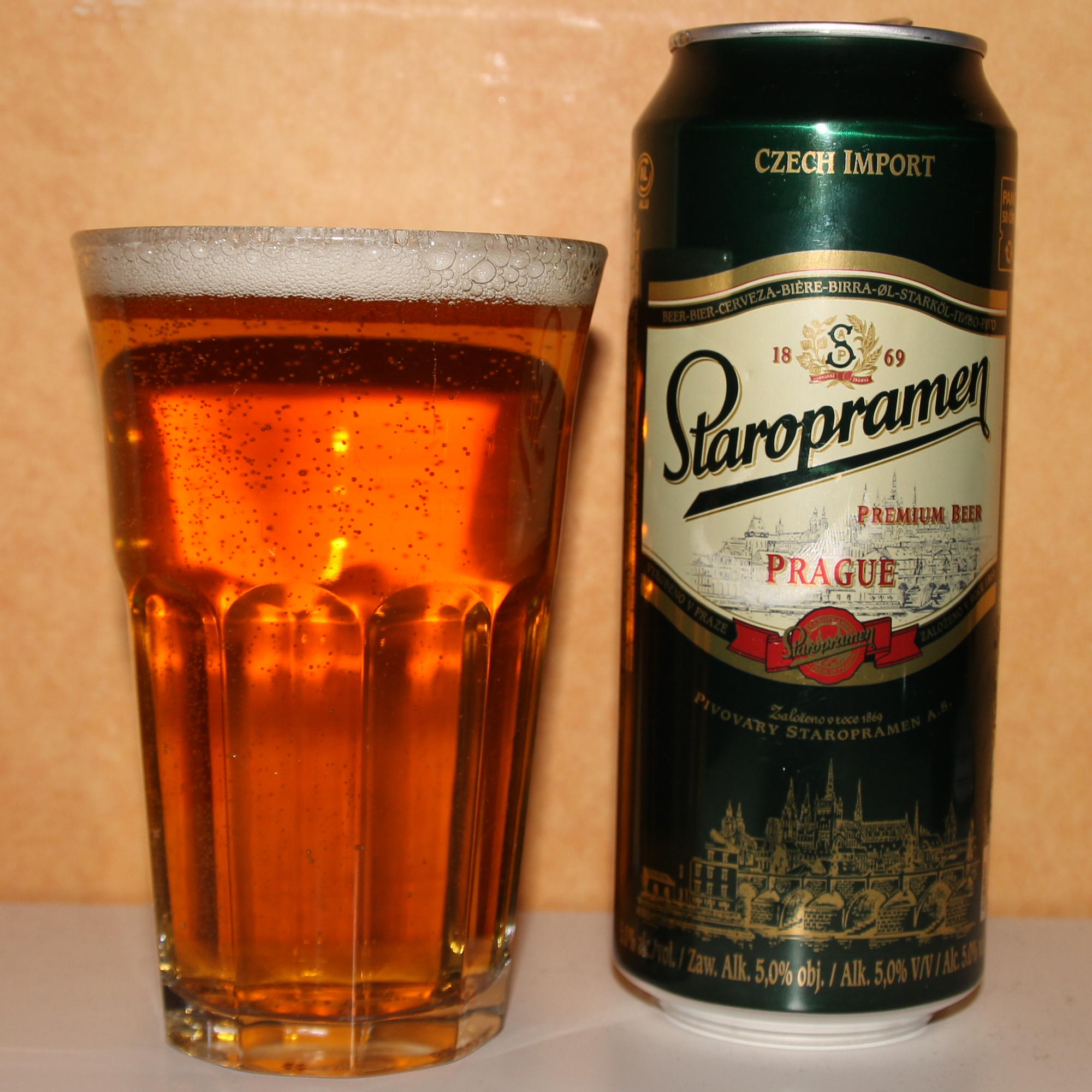
Staropramen Premium Beer

Staropramen (ordagrant "gamla källan") är det näst största bryggeriet i Tjeckien. Det grundades år 1869 och ligger i huvudstaden Prag. Staropramens olika varumärken exporteras till 37 länder, mestadels till Europa och USA. Bryggeriet ingick fram till 2012 i aktiebolaget Anheuser-Busch InBev och tillhör sedan dess den kanadensiska bryggeriekoncernen Molson Coors.

## Kontroverser
I september 2015 rapporterades det att Carlsberg återkallade fatöl från Staropramen från 680 svenska krogar, efter att två personer börjat blöda i munnen och fått blåsor. Enligt Henric Byström på Carlsberg inkom två reklamationer där faten som skickas till krögare innehållit rengöringsmedel i stället för öl.

## Ölsorter i urval
- Staropramen Premium Lager, en ljus lageröl
- Staropramen Dark, en mörk lager
- Staropramen granat
- Staropramen ofiltrerad
- Kvasnicak, endast tillgänglig i bryggeriets egen pub
- Braník
- Velvet
- Kelt
- Ostravar Original
- Ostravar Premium
- Ostravar Strong